# Pieve di San Martino (Palaia)
La pieve di San Martino si trova a Palaia, in provincia di Pisa.

## Storia e descrizione
La pieve fu fondata nel 1280. L'edificio, in cotto, è decorato da archetti pensili; l'interno è costituito da tre navate con archi a tutto sesto, con colonne parte tonde e parte composte di quattro mezze colonne legate in un solo ceppo. La facciata è movimentata da aperture ogivali.
La compresenza di elementi romanici e gotici fa supporre che la chiesa sia stata costruita in due fasi successive. All'interno si segnala l'acquasantiera di forma cilindrica del XII secolo.